# Taufbecken Limay (Yvelines)

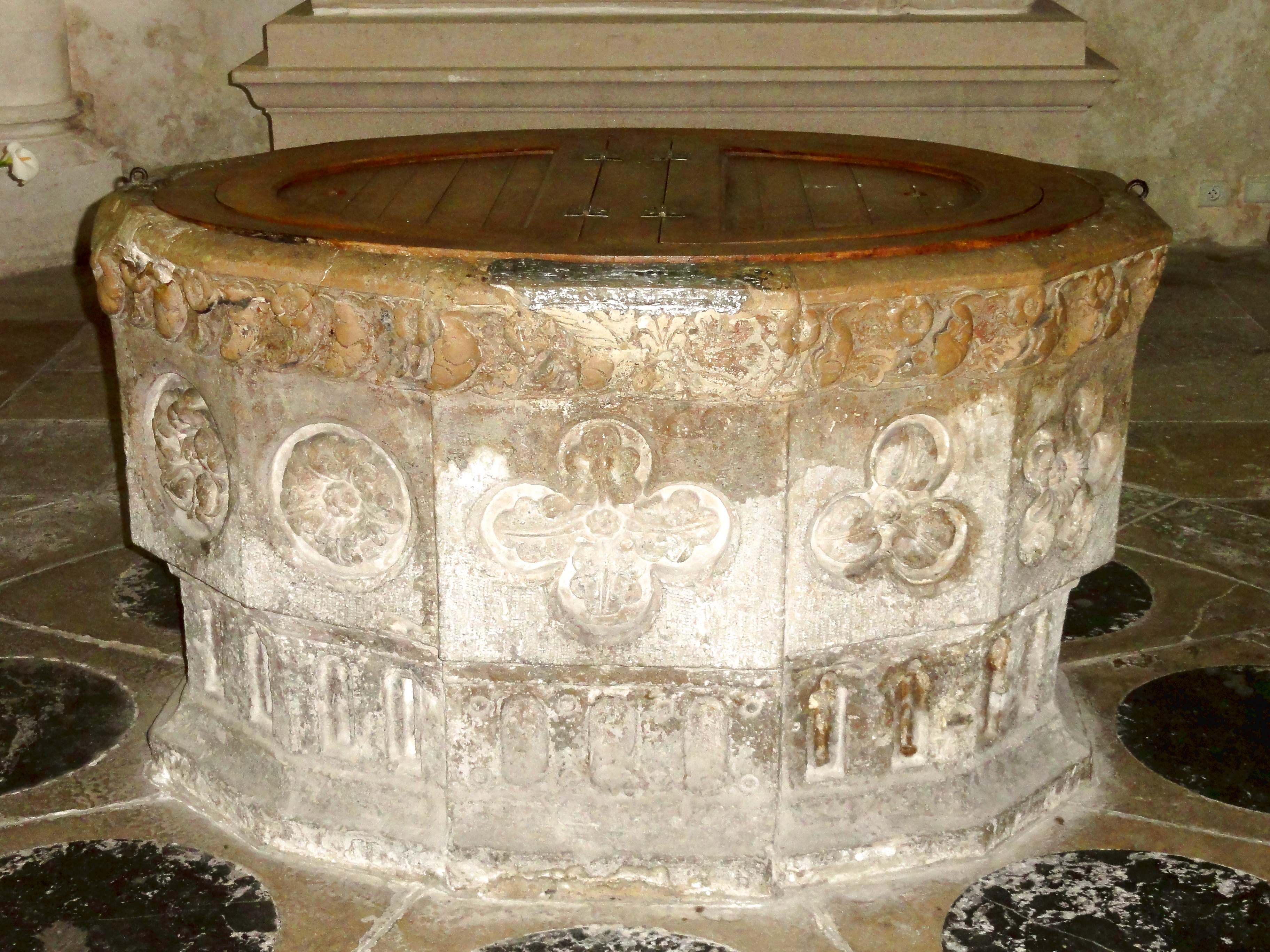
Taufbecken in Limay (2016)

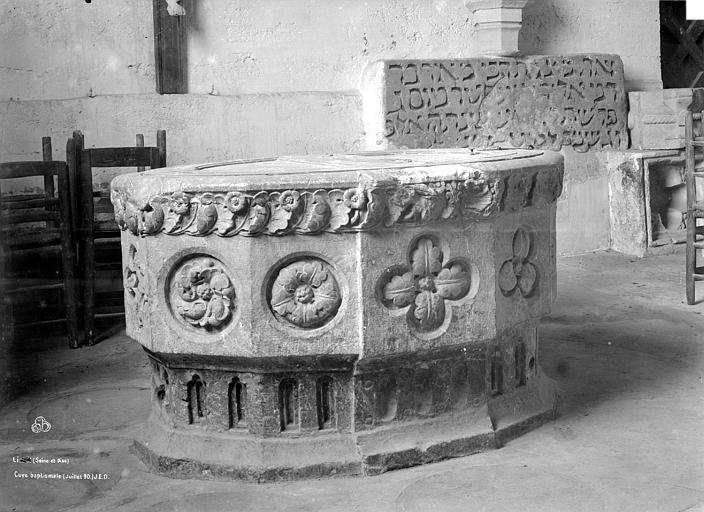
Foto von Jean-Eugène Durand (1845–1926)

Das Taufbecken in der katholischen Pfarrkirche St-Aubin in Limay, einer französischen Gemeinde im Département Yvelines in der Region Île-de-France, wurde im 13. Jahrhundert geschaffen. Im Jahr 1907 wurde das gotische Taufbecken als Monument historique in die Liste der geschützten Objekte (Base Palissy) in Frankreich aufgenommen.
Das Taufbecken aus Stein steht auf einem achteckigen Sockel. Das ebenfalls achteckige Becken ist am oberen Rand mit einem Blatt-Fries verziert und darunter mit Dreipässen, Vierpässen und runden Blüten geschmückt.